# Animal Collective
Animal Collective is een in New York gevestigde, indierockband die experimentele muziek maakt. De muziek valt in het genre New Weird America. De muzikanten komen uit Baltimore, Maryland. Animal Collective bestaat uit Avey Tare (David Portner), Panda Bear (Noah Lennox), Deakin (Josh Dibb) en Geologist (Brian Weitz). De albums die onder de naam Animal Collective uit zijn gebracht zullen gemaakt zijn met behulp van enkele of al deze leden; De line-up is niet altijd hetzelfde. De bandleden ontmoetten elkaar op school en begonnen al met opnemen op zeer jonge leeftijd. Hoewel de band vaak wordt ingedeeld in genres als psych folk of noise rock, is het moeilijk het geluid van Animal Collective te definiëren, omdat zij vaak experimenteren met verschillende muziekstijlen en ideeën werken. De groep heeft ook een eigen platenlabel, Paw Tracks, waar zij zowel hun eigen materiaal als dat van artiesten als Ariel Pink, Terrestrial Tones en The Peppermints uitbrachten.

## Geschiedenis
Animal Collective groeide uit de wortels van vriendschappen uit de kindertijd in Baltimore County. Panda Bear en Deakin ontmoetten elkaar op school in de tweede klas en werden goede vrienden. Panda vertrok naar Pennsylvania om daar naar een high school te gaan, terwijl Deakin naar The Park School of Baltimore ging waar eerder al Avey Tare en Geologist heen gingen. Avey, Geologist and Deakin belandden in een indierock band genaamd Automine met schoolmaten Brendan Fowler (a.k.a. BARR) en David Shpritz . Deakin introduceerde Panda aan Avey en Geologist. De vier maakten reeds muziek in verschillende variaties en vaak solo.
Panda en Deakin gingen later naar universiteiten in de omgeving van Boston, (Boston University en Brandeis University), terwijl Avey en Geologist naar scholen in New York (NYU en Columbia University) trokken. Panda en Deakin assembleerde Panda's naamgevende debuutalbum Panda Bear tijdens de periode van het grote aantal platen die Panda had gemaakt in de voorgaande jaren en zij richtte hun eigen label op, Soccer Star Records, om de debuutplaat uit te brengen.
Avey werkte ook aan een plaat, die er uiteindelijk ook kwam: Spirit They're Gone, Spirit They've Vanished. Avey vroeg Panda om te drummen op de plaat, die werd uitgebracht onder de naam Avey Tare and Panda Bear. Soccer Star verwerd the Animal label, met de intentie om muziek uit te brengen dat afkomstig was van de vier muzikanten.
Panda en Deakin verlieten in 2000 school en verhuisden naar New York, in de periode van Spirit They're Gone, Spirit They've Vanished. De muziek van de groep werd veel samenhangender, en Avey en Panda begonnen te spelen in clubs in de omgeving van New York. Geologist zou zich snel bij de groep voegen.
Veel live materiaal uit die periode zou uiteindelijk belanden op Danse Manatee, bij het Catsup Plate label. Danse Manatee werd uitgebracht in 2001 onder de naam Avey Tare, Panda Bear and Geologist. Dit proces van het voorbereiden van materiaal tijdens live-optredens en daarna pas op plaat brengen zou een waarmerk van Animal Collective worden. De eerste tour van de groep, samen met hun vrienden van Black Dice, werd geplaatst op het album Hollinndagain uit 2002.
Vanaf dit punt begon Deakin zijn kunsten te vertonen met de groep. Het volgende album Campfire Songs verscheen in 2003. Er werd opnieuw gewerkt met Catsup Plate. Sommig materiaal op Campfire Songs kwam uit de vroegste shows in New York van Avey Tare en Panda Bear.

## Discografie
- Spirit They're Gone, Spirit They've Vanished (2000)
- Danse Manatee (2001)
- Hollindagain (2002)
- Campfire Songs (2003)
- Here Comes The Indian (2003)
- Sung Tongs (2004)
- Prospect Hummer (ep, 2005)
- Feels (2005)
- People (ep, 2007)
- Strawberry Jam (2007)
- Water Curses (ep, 2008)
- Merriweather Post Pavillion (2009)
- Fall be Kind (ep, 2009)
- Centipede Hz (2012)
- Painting With (2016)
- Tangerine Reef (2018)
- Time Skiffs (2022)
- Isn't It Now? (2023)

## Hitlijsten

### Albums
| Album met eventuele hitnotering(en) in de Nederlandse Album Top 100 | Datum van verschijnen | Datum van binnenkomst | Hoogste positie | Aantal weken | Opmerkingen |
| ------------------------------------------------------------------- | --------------------- | --------------------- | --------------- | ------------ | ----------- |
| Merriweather Post Pavillion                                         | 2009                  | 17-01-2009            | 58              | 2            |             |
| Centipede Hz                                                        | 2012                  | 08-09-2012            | 68              | 1*           |             |

| Album met hitnotering(en) in de Vlaamse Ultratop 200 albums | Datum van verschijnen | Datum van binnenkomst | Hoogste positie | Aantal weken | Opmerkingen |
| ----------------------------------------------------------- | --------------------- | --------------------- | --------------- | ------------ | ----------- |
| Merriweather Post Pavillion                                 | 2009                  | 24-01-2009            | 31              | 9            |             |
| Centipede Hz                                                | 2012                  | 08-09-2012            | 93              | 1*           |             |